# احتياطات النفط في السعودية

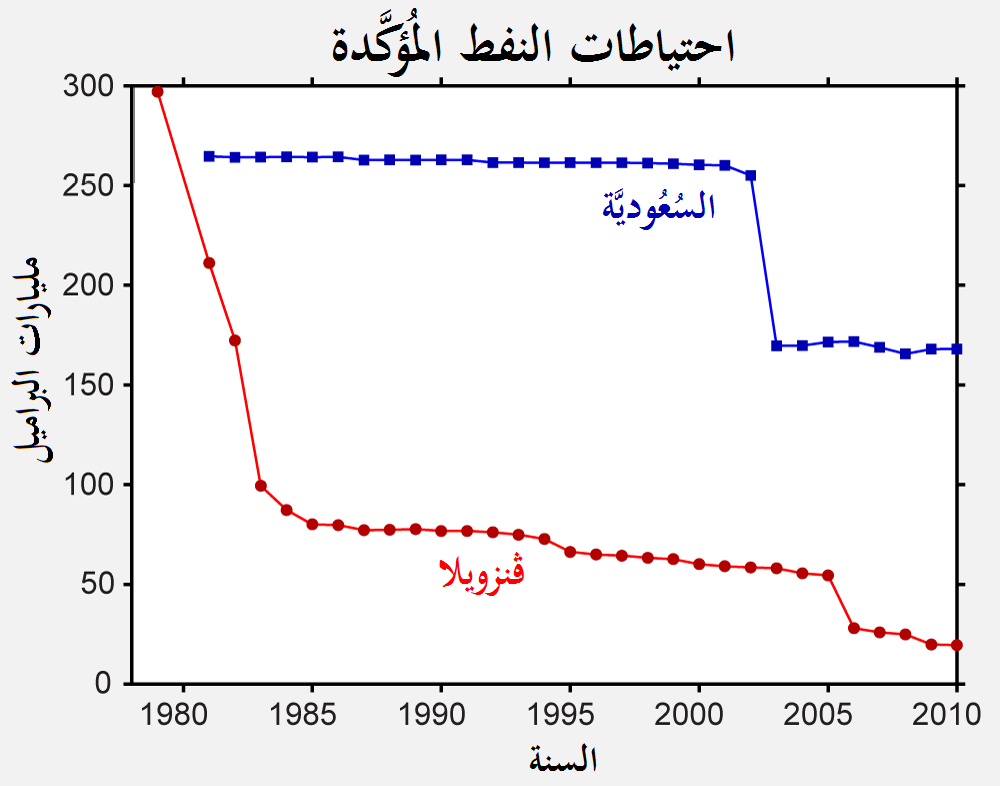
مقارنة بين الاحتياطي النفطي في السعودية (الأزرق) وفنزويلا (الأحمر)

احتياطات النفط في السعودية المملكة العربية السعودية تملك ثاني أكبر احتياطي للنفط في العالم، تشير التقديرات إلى أن احتياطي المملكة يقدر بـ268.5 مليار برميل بما في ذلك 5.4 مليارات برميل في المنطقة السعودية الكويتية المحايدة. كان للمملكة العربية السعودية أكبر احتياطي نفطي في العالم حتى تجاوزتها فنزويلا لتصل إلى 300 مليار برميل. كمّية احتياطي النفط السعودي تعد خمس الاحتياطي العالمي من النفط التقليدي، ويأتي جزء كبير من هذه الاحتياطي من عدد صغير من الحقول الكبيرة جدًا.
تعتبر المملكة العربية السعودية أكبر مصدر للنفط في العالم، يعدّ النفط والغاز الطبيعي من أهم المصادر الطبيعية في المملكة العربية السعودية، وقد اكتشف بالجزيرة العربية لأول مرة كانت على أرض المملكة العربية السعودية سنة 1925. ويبلغ احتياطيها الثابت من النفط الخام 268.5 مليار برميل وإنتاجها اليومي يزيد عن 11 مليون برميل، وتبلغ صادرات النفط الخام أكثر من 8 ملايين برميل يوميا. ومن الغاز الطبيعي حوالي 180,5 تريليون قدم مكعب قياسي حتى عام 1411 هـ، 1990 م، وصادرات سوائل الغاز الطبيعي بنحو بلغ 274 مليون برميل في عام 2004.

## الحقول الرئيسية

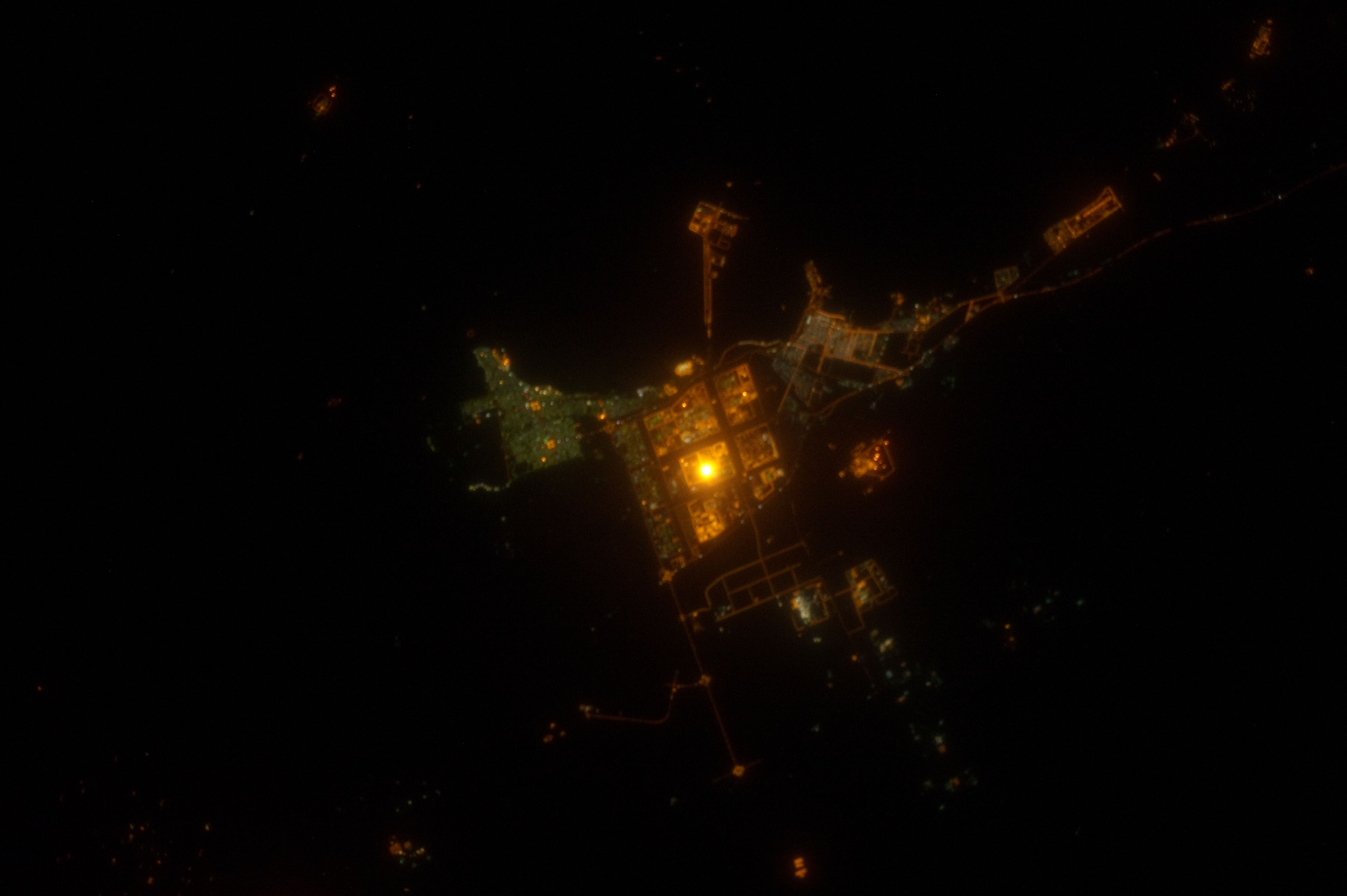
مدينة الجبيل، إحدى أهمّ مراكز الصناعة النفطية في المملكة العربية السعودية.

على الرغم من أن المملكة العربية السعودية لديها 100 حقل رئيسي للنفط والغاز، أكثر من نصف احتياطيات النفط تقع في ثمانية حقول فقط، بما في ذلك حقل الغوار وهو أكبر حقل نفط في العالم مع كمية تقدَّر بـ70 مليار برميل. يأتي 40% من إنتاج النفط في المملكة من خمسة حقول، ويأتي 60٪ من الإنتاج من حقل الغوار وحده.

## الإنتاج

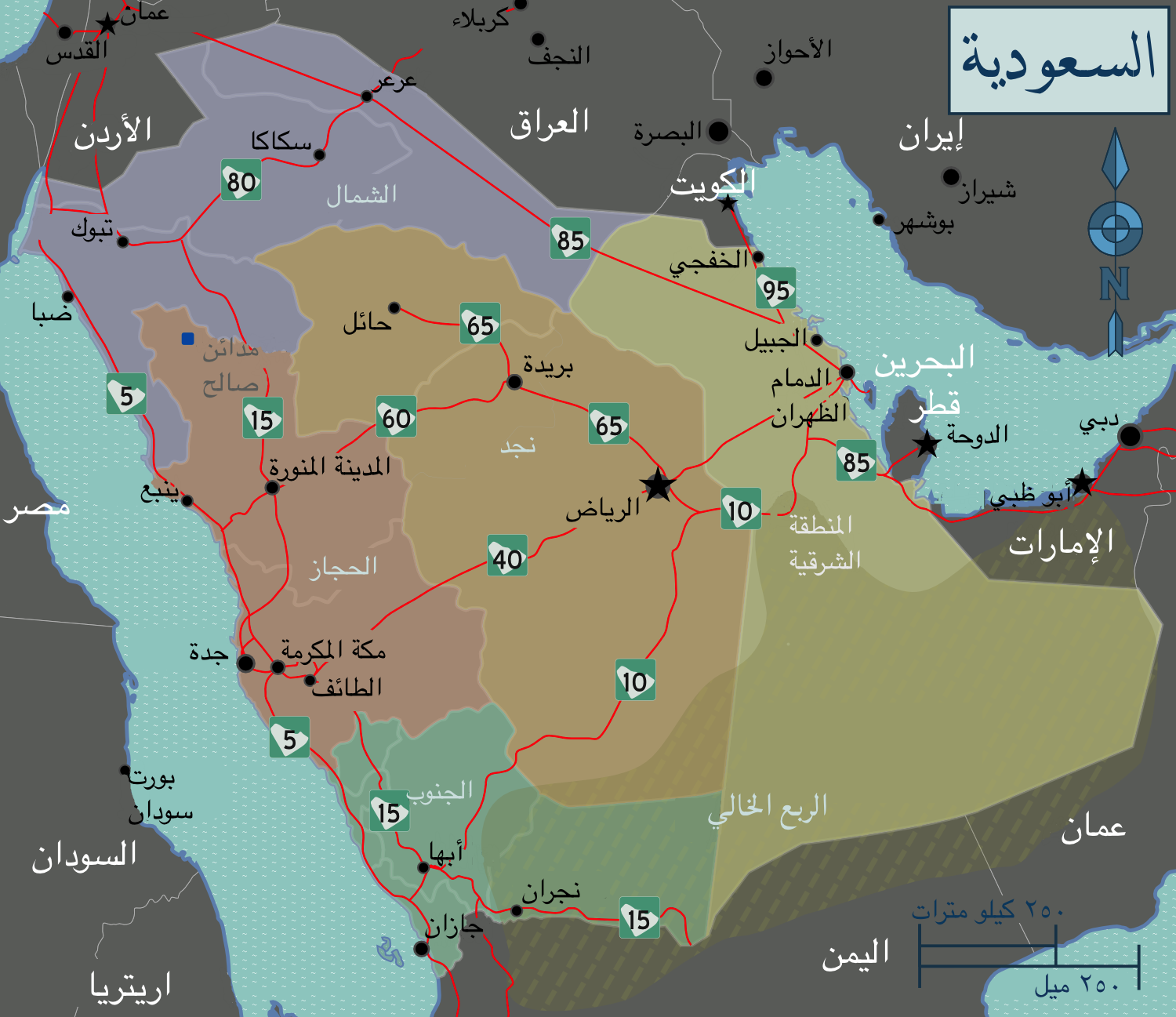
خارطة المملكة العربية السعودية

المملكة العربية السعودية أنتجت 10.3 مليون برميل يوميا (1.6 × 10 مليون متر مكعب) في عام 1980. وفي عام 2006 أنتجت 10.6 مليون برميل في اليوم، وفي 2008 أنتجت 9.2 مليون برميل في اليوم. السعودية أعلى قدرات إنتاج بالعالم و تقدر بي 11 مليون برميل باليوم. أعلنت عام 2008 خطط لزيادة القدرة إلى 12.5 مليون برميل باليوم بحلول عام 2009.
في يناير عام 2008 عند زيارة الرئيس الأمريكي جورج بوش للمملكة، طلب الرئيس الأمريكي من الحكومة السعودية زيادة الإنتاج، وقد رفضت الحكومة السعودية ذاك الطلب، تسائل بوش عما إذا كانت لديها القدرة على زيادة الإنتاج أكثر من ما هو عليه الآن. في صيف عام 2008، أعلنت المملكة العربية السعودية زيادة في الإنتاج المخطط من 500,000 برميل يوميا. هناك خبراء يعتقدون أن السعودية لديها القدرة على تنفيذ اقتراح لرئيس الأمريكي جورج بوش إلّا أنها تريد إتاحة الفرصة لدول أوبك في الإنتاج.
في شهر أغسطس 2018، أعلنت شركة أرامكو السعودية أنها تحتفظ حتى نهاية العام 2017م بنحو 260.86 مليار برميل من النفط الخام والمكثفات.

## حجم الاحتياطيات
تمتلك أرامكو السعودية، وفقًا لسجلاتها الخاصة حتى العام 2016، حوالي 802.2 مليار برميل من موارد النفط. هذا يشمل حوالي 261 مليار برميل من الاحتياطيات المؤكدة، 403.1 مليار من الاحتياطيات المحتملة والمتوقعة وكذلك الطارئة. فيما أنتجت الشركة ما يصل إلى 138 مليار برميل من النفط حتى الآن من أصل 802.2 مليار برميل، وتعتزم أرامكو السعودية زيادة الموارد النفطية إلى 900 مليار برميل من 802.2 مليار برميل على المدى الطويل، حيث تستهدف زيادة معدل استخراج النفط من المكامن إلى 70% من النسبة الحالية البالغة 50%.

## جودة البينات المعلنة

مواقع النفط وحقول الغاز.
رسم توضيحي لإنتاج وإستهلاك المملكة العربية السعودية للنفط على مر السنين.
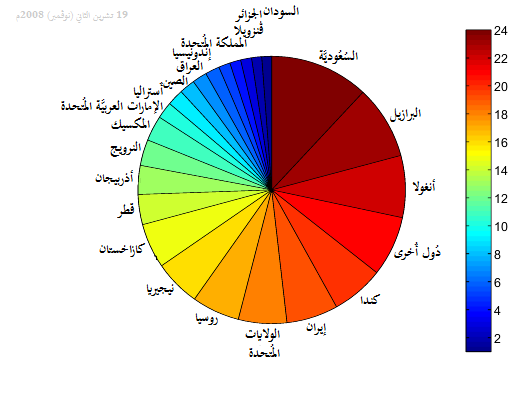
احتياطيات النفط العالمية قبل الزيادة في فنزويلا.